# Onze-Lieve-Vrouw-Onbevlekt-Ontvangenkerk (Aalst)
De Onze-Lieve-Vrouw-Onbevlekt-Ontvangenkerk is de parochiekerk van het West-Limburgse Aalst, gelegen aan Aalst-Dorp 13. De kerk ligt wat hoger dan de omgeving, reden waarom met de kerk via een trap binnengaat.
Het is een neogotische dorpskerk die omringd wordt door een kerkhof). De kerk werd gebouwd in 1854, en is toegewijd aan Onze-Lieve-Vrouw Onbevlekte Ontvangenis.

## Gebouw
Het betreft een eenbeukige bakstenen zaalkerk met ingebouwde westtoren. De toegangsdeur wordt omlijst door een natuurstenen spitsboog. Daarboven een hoog spitsboogvenster en daarboven een niet meer in gebruik zijnde klok. Boven de galmgaten bevindt zich het eigenlijke uurwerk. De toren wordt bekroond door vier puntgevels en wordt gedekt door een zeskante spits. Het koor heeft een tweezijdige sluiting.

## Interieur
De kerk bezit een laatgotisch triomfkruis (1e helft van de 16e eeuw), dat opgehangen is tussen schip en koor. Uit de 2e helft van de 17e eeuw zijn een eikenhouten Sint-Petrus- en een eikenhouten Sint-Paulusbeeld in barokstijl. De biechtstoel is in Luikse Lodewijk XV-stijl en stamt uit de 2e helft van de 18e eeuw.
Het kerkhof bevat vijftien oude grafkruisen van de 16e tot de 18e eeuw en twee oude grafstenen: één uit de 17e en een uit de 18e eeuw.